# Ảnh hưởng của đại dịch COVID-19 đối với môi trường
Sự gián đoạn trên toàn thế giới do Đại dịch COVID-19 tạo ra đã mang lại nhiều tác động tích cực đến môi trường và khí hậu. Việc giảm hoạt động của con người hiện đại ở quy mô toàn cầu như: giảm đáng kể nhu cầu đi lại theo kế hoạch đã gây ra sự sụt giảm lớn trong ô nhiễm không khí và ô nhiễm nguồn nước ở nhiều khu vực. Ở Trung Quốc, việc phong tỏa và các biện pháp khác dẫn đến giảm 25 phần trăm lượng khí thải carbon và giảm 50% lượng khí thải nitơ oxide, mà một nhà khoa học về Hệ thống Trái đất ước tính có thể đã cứu sống ít nhất 77.000 người trong vòng hai tháng.
Các tác động tích cực khác đối với môi trường bao gồm các khoản đầu tư do hệ thống quản lý kiểm soát hướng tới quá trình chuyển đổi năng lượng bền vững và các mục tiêu khác liên quan đến bảo vệ môi trường như đề xuất ngân sách 1 nghìn tỷ euro trong 7 năm của Liên minh châu Âu và kế hoạch phục hồi 750 tỷ euro "EU Thế hệ tiếp theo" trong đó tìm cách dành 25% chi tiêu của EU cho chi tiêu thân thiện với khí hậu.
Tuy nhiên, đại dịch cũng đã tạo vỏ bọc cho các hoạt động bất hợp pháp như phá rừng nhiệt đới Amazon và nạn săn trộm gia tăng ở châu Phi. Sự cản trở của các nỗ lực ngoại giao môi trường kết hợp với chủ nghĩa tư bản muộn cũng tạo ra hậu quả kinh tế mà một số người dự đoán sẽ làm chậm đầu tư vào công nghệ năng lượng xanh.

## Bối cảnh
Đến năm 2020, sự gia tăng lượng khí nhà kính được tạo ra kể từ đầu kỷ nguyên công nghiệp hóa khiến nhiệt độ toàn cầu trung bình trên Trái đất tăng lên, gây ra các tác động bao gồm sự tan chảy của các sông băng và mực nước biển dâng cao.
Trước đại dịch COVID-19, các biện pháp dự kiến sẽ được khuyến nghị cho các cơ quan y tế trong trường hợp đại dịch xảy ra bao gồm phong tỏa và giãn cách xã hội.
Trước đại dịch COVID-19, các nhà nghiên cứu cũng độc lập lý luận rằng hoạt động kinh tế giảm sẽ giúp giảm sự nóng lên toàn cầu cũng như ô nhiễm không khí và biển, cho phép môi trường từ từ phát triển. Hiệu ứng này đã được quan sát thấy sau các đại dịch trong quá khứ ở châu Âu - châu Á thế kỷ 14, và Bắc và Nam Mỹ thế kỷ 16-17.
Các nhà nghiên cứu và quan chức cũng đã kêu gọi bảo vệ đa dạng sinh học để tạo thành một phần của chiến lược phục hồi COVID-19.

## Chất lượng không khí

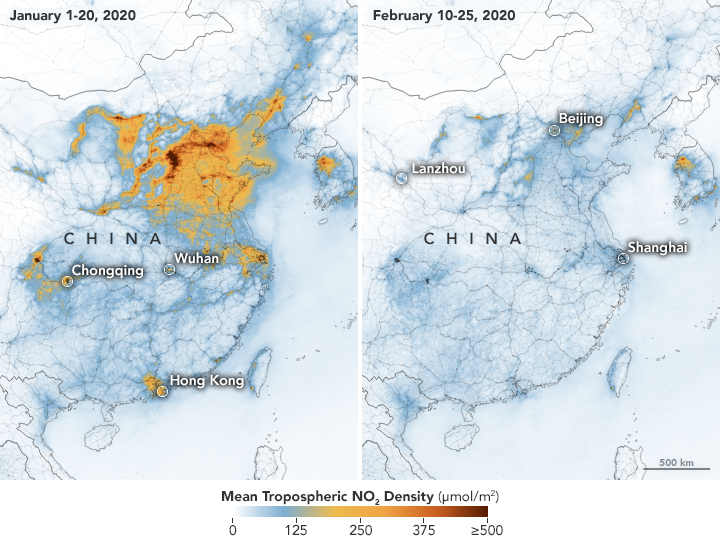
Dữ liệu TROPOMI cho thấy mức NO_{2} ở Trung Quốc vào đầu năm 2020. Hình ảnh từ Đài quan sát Trái đất.

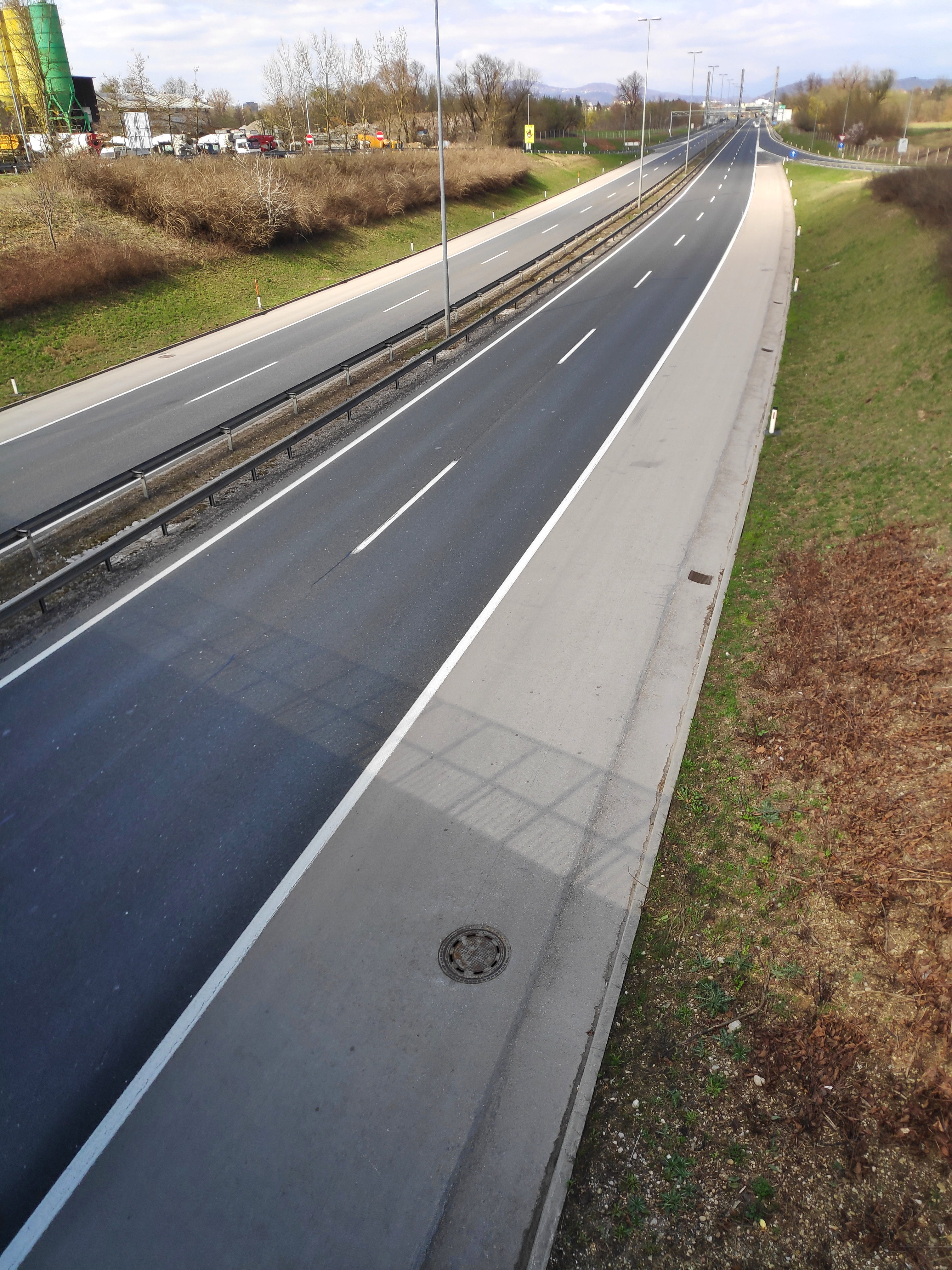
Việc giảm lưu lượng phương tiện cơ giới đã làm giảm mức độ ô nhiễm không khí. Hình ảnh là đường cao tốc A1 vắng vẻ ở Slovenia vào ngày 22 tháng 3 năm 2020

Do tác động của đại dịch đối với du lịch và công nghiệp, nhiều khu vực và toàn Trái Đất nói chung đã trải qua sự sụt giảm ô nhiễm không khí. Giảm ô nhiễm không khí có thể giảm cả biến đổi khí hậu và rủi ro COVID-19 nhưng vẫn chưa rõ loại ô nhiễm không khí nào (nếu có) là rủi ro chung đối với cả biến đổi khí hậu và COVID-19. Trung tâm Nghiên cứu Năng lượng và Không khí Sạch báo cáo rằng các phương pháp ngăn chặn sự lây lan của SARS-CoV-2, chẳng hạn như kiểm dịch và cấm du lịch, dẫn đến giảm 25 phần trăm phát thải carbon ở Trung Quốc. Trong tháng đầu tiên phong tỏa, Trung Quốc đã tạo ra ít hơn khoảng 200 triệu tấn carbon dioxide so với cùng kỳ năm 2019, do giảm lưu lượng hàng không, lọc dầu và tiêu thụ than. Một nhà khoa học về hệ thống Trái đất ước tính rằng mức giảm này có thể đã cứu được ít nhất 77.000 mạng người. Tuy nhiên, Sarah Ladislaw từ Trung tâm Nghiên cứu Chiến lược & Quốc tế cho rằng việc cắt giảm lượng khí thải do suy thoái kinh tế không nên được coi là có lợi, đồng thời cho rằng nỗ lực của Trung Quốc nhằm trở lại tốc độ tăng trưởng trước đây trong bối cảnh chiến tranh thương mại và sự gián đoạn chuỗi cung ứng trên thị trường năng lượng sẽ làm xấu đi tác động môi trường của nó. Giữa 1 tháng 1 và ngày 11 tháng 3 năm 2020, Cơ quan Vũ trụ Châu Âu quan sát thấy sự sụt giảm rõ rệt lượng khí thải nitơ oxide từ ô tô, nhà máy điện và nhà máy ở khu vực Thung lũng Po ở miền bắc nước Ý, trùng với thời điểm phong tỏa toàn khu vực này. Từ các khu vực ở Bắc Ấn Độ như Jalandhar, người ta có thể lại nhìn thấy Himalayas sau nhiều thập kỷ, khi chất lượng không khí được cải thiện do ô nhiễm giảm mạnh.

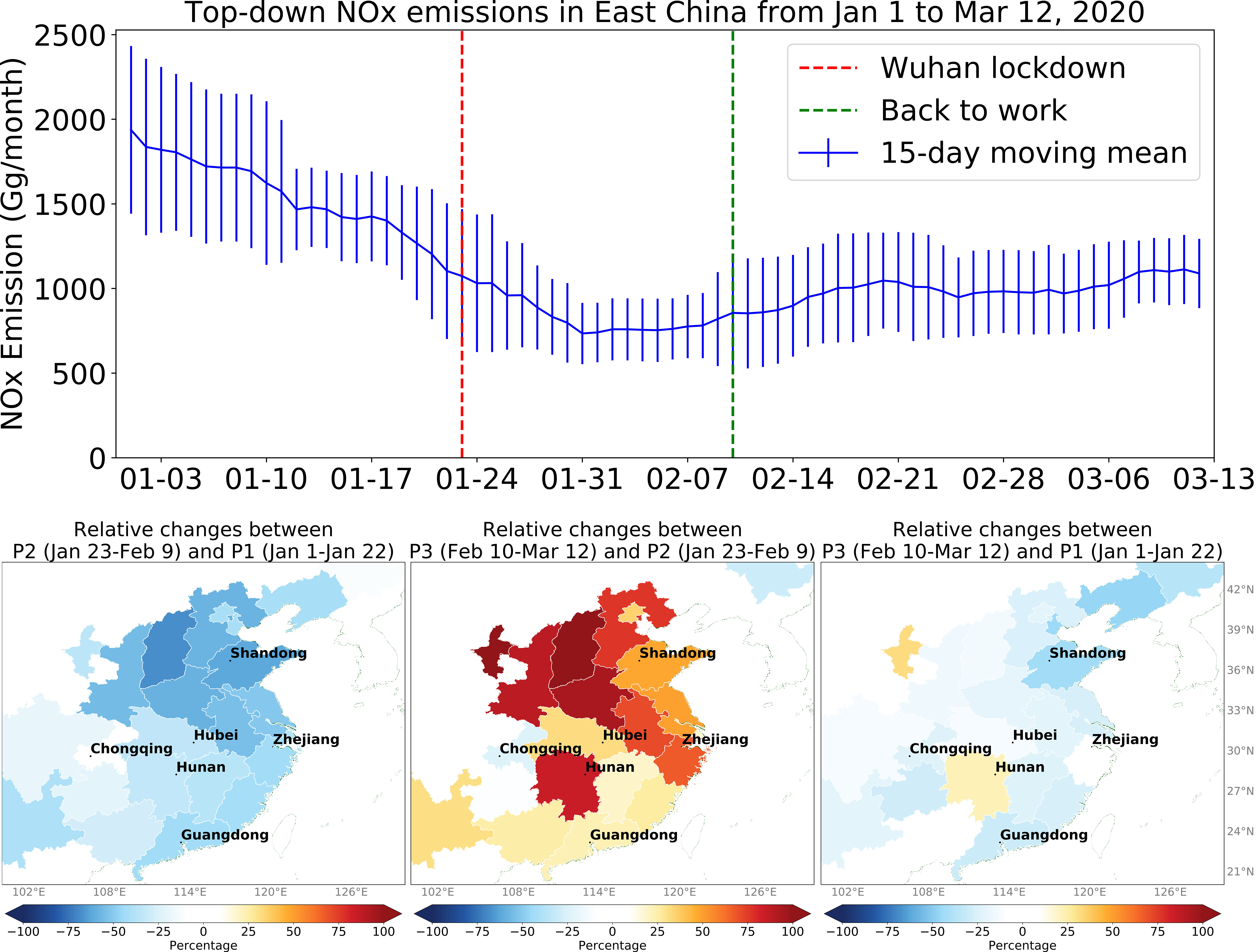
Thay đổi phát thải NOx ở Đông Trung Quốc

NASA và ESA đã theo dõi xem khí nitơ đioxide giảm đáng kể như thế nào trong giai đoạn đầu của đại dịch COVID-19 ở Trung Quốc. Sự suy thoái kinh tế do virus đã làm giảm đáng kể mức độ ô nhiễm, đặc biệt là ở các thành phố như Vũ Hán, Trung Quốc từ 25-40%. NASA sử dụng thiết bị giám sát tầng ôzôn (OMI) để phân tích và quan sát tầng ôzôn và các chất ô nhiễm như NO2, aerosol và các chất khác. Công cụ này đã giúp NASA xử lý và giải thích dữ liệu thay đổi do sự cố phong tỏa trên toàn thế giới. Theo các nhà khoa học NASA, sự sụt giảm ô nhiễm NO2 bắt đầu từ Vũ Hán, Trung Quốc và từ từ lan sang phần còn lại của thế giới. Sự sụt giảm cũng rất mạnh mẽ vì virus xuất hiện trùng với thời điểm trong năm với tết âm lịch ở Trung Quốc. Trong lễ hội này, các nhà máy và xí nghiệp đóng cửa vào tuần cuối cùng của tháng Giêng để tổ chức lễ hội đầu năm âm lịch. Việc giảm NO2 ở Trung Quốc không đạt được chất lượng không khí theo tiêu chuẩn được các cơ quan y tế coi là có thể chấp nhận được. Các chất ô nhiễm khác trong không khí như khí thải aerosol vẫn còn.
Một nghiên cứu chung do các nhà khoa học từ Trung Quốc và Mỹ dẫn đầu ước tính rằng lượng khí thải nitơ oxide (NOx = NO + NO2) giảm 50% ở miền Đông Trung Quốc từ ngày 23 tháng 1 (phong tỏa Vũ Hán) đến ngày 9 tháng 2 năm 2020 so với giai đoạn từ ngày 1 đến ngày 22 tháng 1 năm 2020. Sau đó, phát thải tăng 26% từ ngày 10 tháng 2 (ngày làm việc trở lại) đến ngày 12 tháng 3 năm 2020, cho thấy các hoạt động kinh tế xã hội có thể gia tăng sau khi hầu hết các tỉnh cho phép mở cửa kinh doanh. Hiện tại chưa có nghiên cứu về việc các biện pháp kiểm soát COVID-19 nào là hiệu quả nhất để kiểm soát sự lây lan của vi rút và tác động kinh tế xã hội ít nhất.
Theo Tổ chức Y tế Thế giới, hơn 80% cá nhân sống ở các thành phố tiếp xúc với ô nhiễm không khí nguy hiểm, có liên quan đến việc tăng nguy cơ mắc các vấn đề về COVID-19 và tỷ lệ tử vong.

## Chất lượng nước

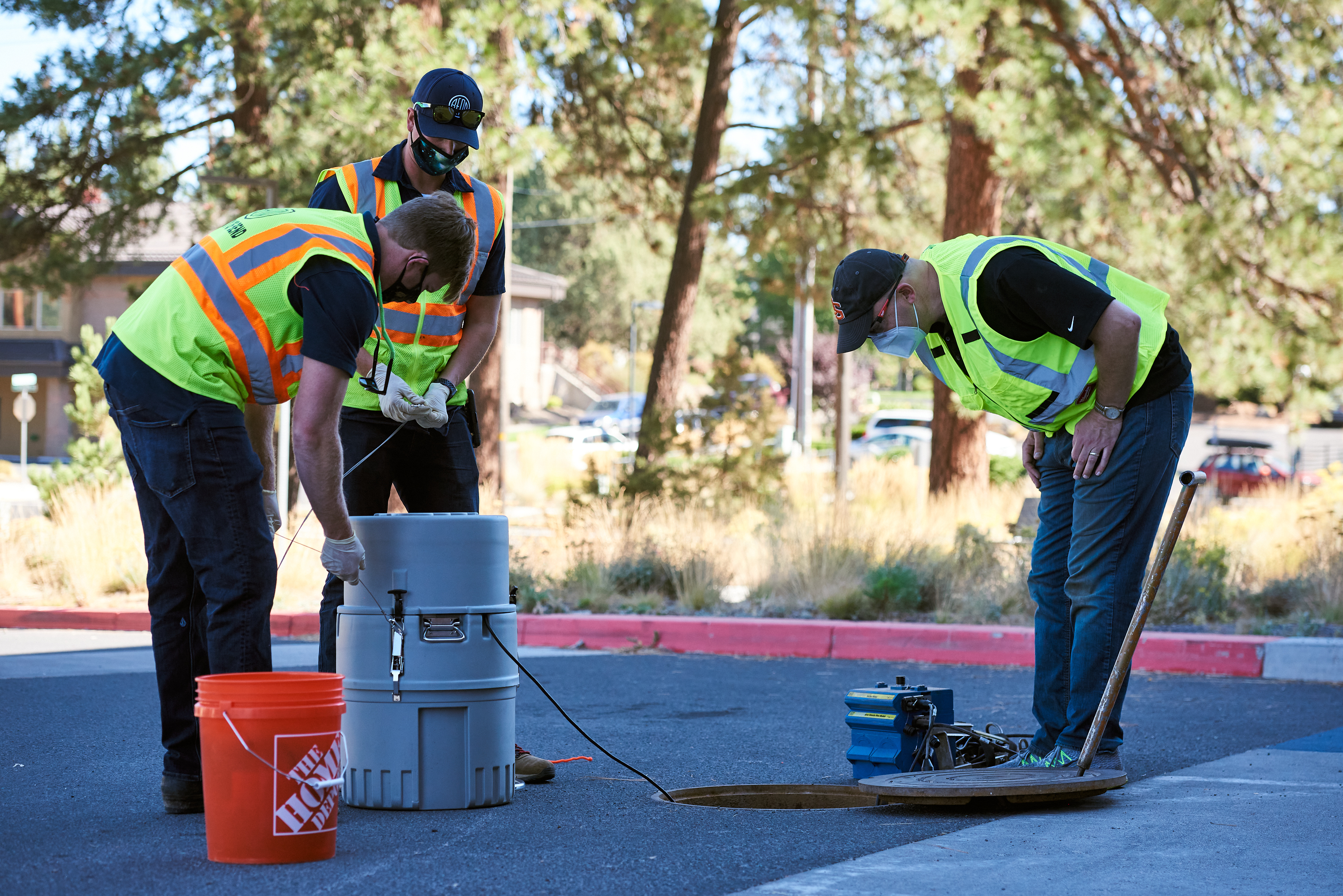
Các nhà nghiên cứu của Đại học bang Oregon kiểm tra nước thải để tìm virus gây ra COVID-19

### Peru
Rừng ở Peru đã trải qua 14 vụ tràn dầu từ đầu đại dịch đến đầu tháng 10 năm 2020. Trong số này, tám vụ tràn nằm trong một khu vực duy nhất do Frontera Energy del Perú SA điều hành, đã ngừng hoạt động trong thời kỳ đại dịch và không duy trì các giếng và đường ống của mình. Dầu ngấm xuống đất làm ô nhiễm nguồn nước sinh hoạt của người dân bản địa trên lãnh thổ Quichua.

### Ý
Tại Venezia, ngay sau khi bắt đầu phong tỏa vào tháng 3 và tháng 4 năm 2020, nước trong các kênh rạch đã trong và có lưu lượng nước lớn hơn. Sự gia tăng độ trong của nước là do sự lắng đọng của trầm tích bị xáo trộn bởi giao thông tàu thuyền và việc giảm ô nhiễm không khí dọc theo các tuyến đường thủy.

## Động vật hoang dã
Giá cá và nhu cầu về cá đã giảm do đại dịch, và các đội tàu đánh cá trên khắp thế giới hầu như không hoạt động. Nhà khoa học người Đức Rainer Froese cho biết sinh khối cá sẽ tăng do đánh bắt cá giảm mạnh, và dự đoán rằng ở các vùng biển châu Âu, một số loài cá như cá trích có thể tăng gấp đôi sinh khối của chúng. Tính đến tháng 4 năm 2020, vẫn chưa có các dấu hiệu phục hồi của ngành thủy sản.
Khi mọi người đều ở nhà do phong tỏa và hạn chế đi lại, một số loài động vật đã xuất hiện ở các thành phố. Rùa biển được phát hiện đẻ trứng trên những bãi biển mà chúng từng tránh (chẳng hạn như bờ biển của Vịnh Bengal), do mức độ can thiệp của con người và ô nhiễm ánh sáng đã giảm xuống. Tại Hoa Kỳ, các vụ va chạm xe gây tử vong với động vật như hươu, nai sừng tấm, gấu, sư tử núi đã giảm 58% trong tháng Ba và tháng Tư năm 2020.
Các nhà bảo tồn kỳ vọng rằng các nước châu Phi sẽ trải qua một đợt săn trộm thịt rừng gia tăng mạnh. Matt Brown thuộc Tổ chức Bảo tồn Thiên nhiên nói rằng "Khi mọi người không có bất kỳ sự thay thế thu nhập nào, dự đoán của chúng tôi - và chúng tôi đang thấy điều này ở Nam Phi - là việc săn trộm sẽ tăng lên đối với các sản phẩm có giá trị cao như sừng tê giác và ngà voi." Mặt khác, quốc gia Gabon đã quyết định cấm con người ăn thịt dơi và tê tê, để ngăn chặn sự lây lan của các bệnh truyền từ động vật, vì SARS-CoV-2 được cho là đã tự truyền sang người qua những con vật này. Tê tê không còn được cho là đã truyền bệnh SARS-CoV-2. Vào tháng 6 năm 2020, Myanmar cho phép tái sinh sản các loài động vật có nguy cơ tuyệt chủng như hổ, tê tê và voi. Các chuyên gia lo ngại rằng những nỗ lực của quốc gia Đông Nam Á nhằm bãi bỏ quy định về săn bắn và gây giống động vật hoang dã có thể tạo ra "một Covid-19 mới".

## Phá rừng và trồng lại rừng
Sự gián đoạn do đại dịch đã tạo ra vỏ bọc cho các hoạt động phá rừng bất hợp pháp. Điều này đã được quan sát thấy ở Brazil, nơi hình ảnh vệ tinh cho thấy nạn phá rừng ở rừng nhiệt đới Amazon tăng hơn 50 phần trăm so với mức cơ bản. Thất nghiệp do đại dịch COVID-19 gây ra đã tạo điều kiện thuận lợi cho việc tuyển dụng lao động cho chiến dịch Plant4Pakistan để trồng 10 tỷ cây (con số thiệt hại ròng ước tính hàng năm trên toàn cầu) trong khoảng thời gian 5 năm.

## Khí thải carbon

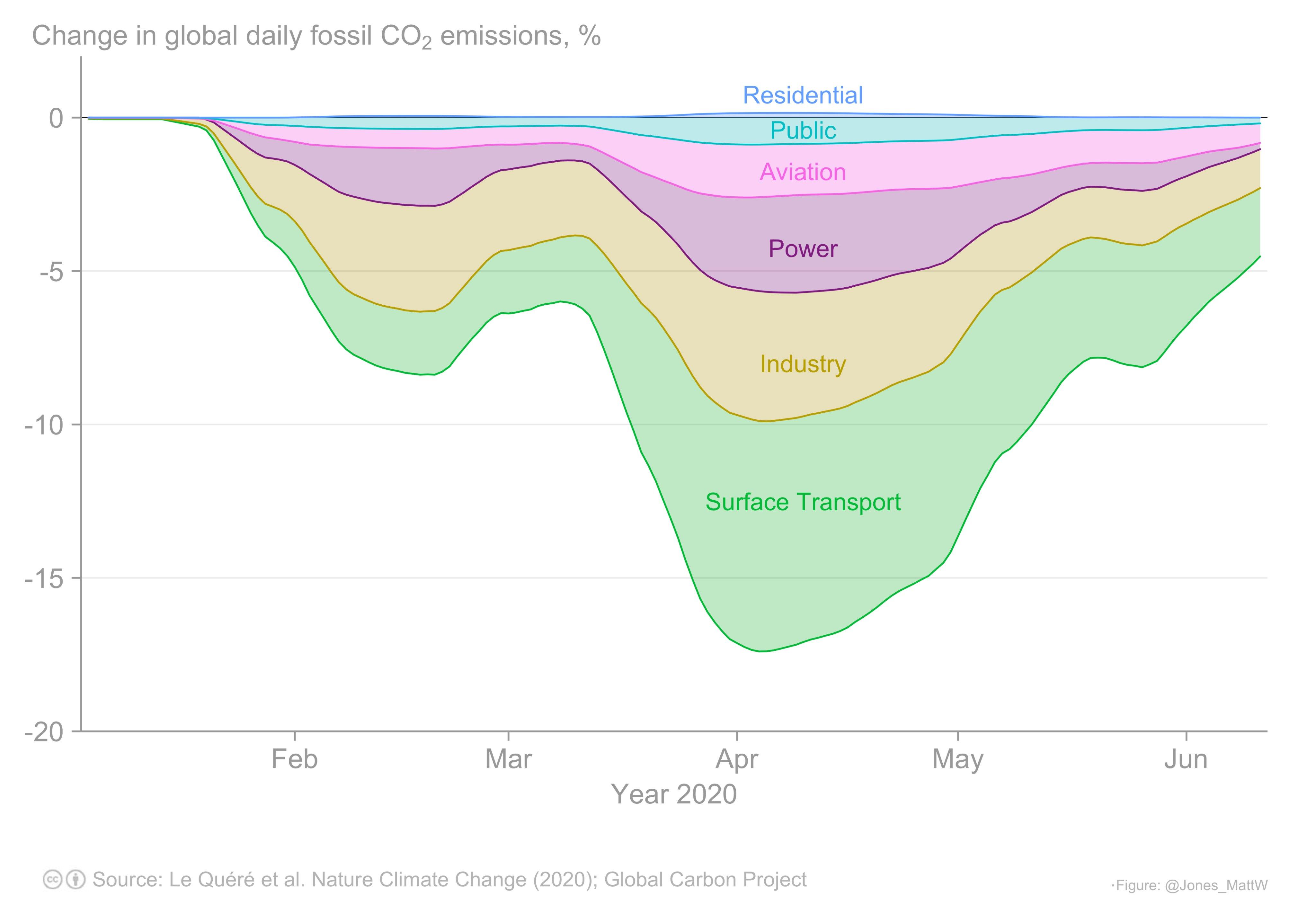
Thay đổi về lượng khí thải CO₂ hóa thạch hàng ngày trên toàn cầu, % trong đại dịch COVID-19.

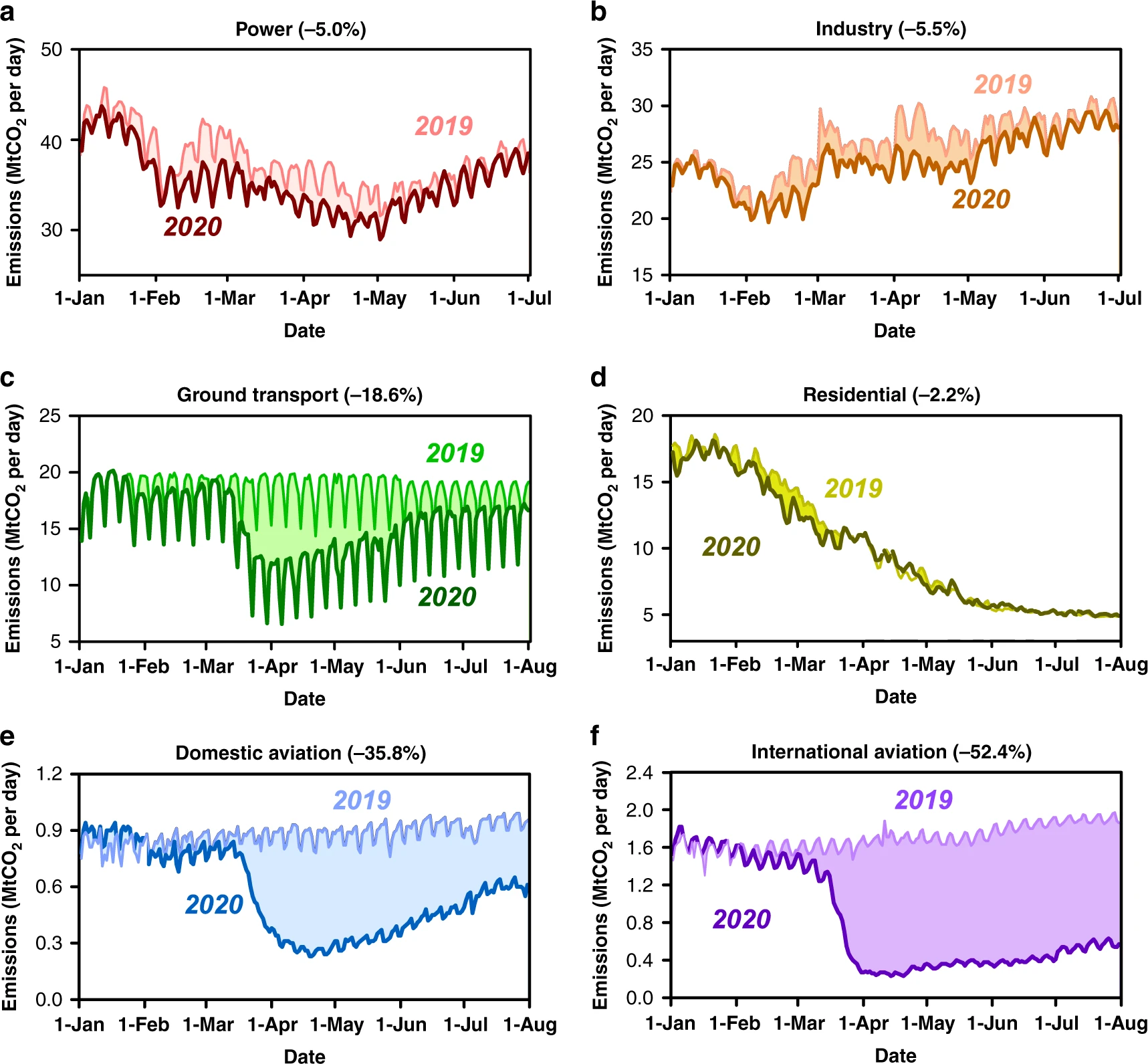
Phát thải CO₂ hàng ngày theo 6 lĩnh vực trong năm 2019 và nửa đầu năm 2020

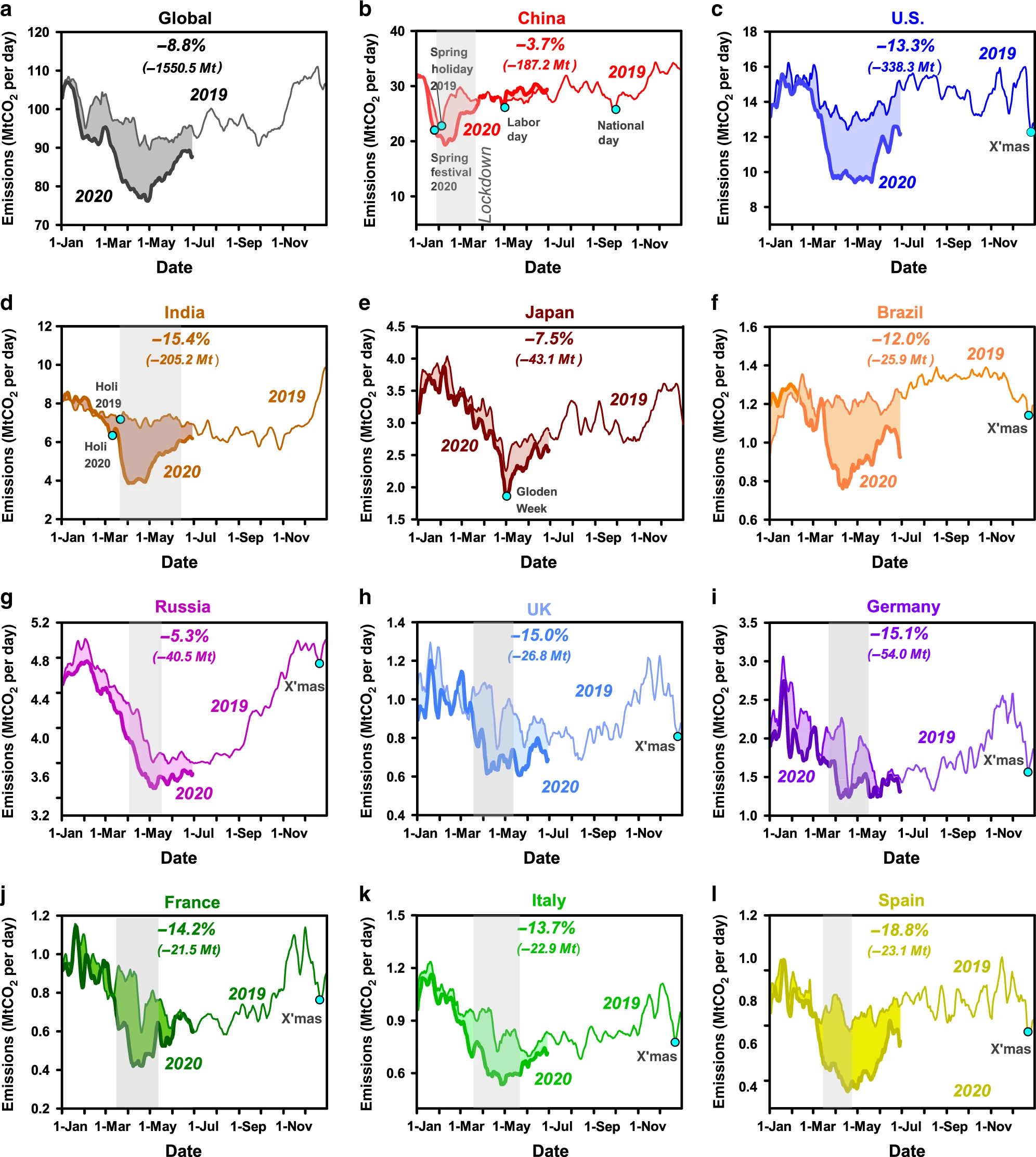
Ảnh hưởng của đại dịch COVID-19 đối với lượng khí thải CO₂ hàng ngày trên toàn cầu và ở 11 quốc gia

Một nghiên cứu được công bố vào tháng 5 năm 2020 cho thấy lượng phát thải carbon toàn cầu hàng ngày trong giai đoạn phong tỏa vào đầu tháng 4 đã giảm 17% và có thể dẫn đến giảm lượng khí thải carbon hàng năm lên tới 7%, đó sẽ là sự sụt giảm lớn nhất kể từ Thế chiến II theo các nhà nghiên cứu. Họ gán cho những sụt giảm này chủ yếu là do giảm các hoạt động sử dụng và công nghiệp vận chuyển. Tuy nhiên, người ta đã lưu ý rằng sự hồi phục sau dịch sẽ xóa chênh lệch giảm bớt này do các hoạt động công nghiệp hạn chế hơn. Tuy nhiên, sự thay đổi xã hội gây ra do phong tỏa chống Covid-19 - như làm việc từ xa, thông qua các chính sách làm việc từ xa, và việc sử dụng công nghệ hội nghị ảo - có thể có tác động bền vững hơn vượt quá mức giảm vận chuyển ngắn hạn. Trong một nghiên cứu được công bố vào tháng 9 năm 2020, các nhà khoa học ước tính rằng những thay đổi hành vi như vậy được phát triển trong quá trình phong tỏa có thể làm giảm 15% lượng khí thải giao thông vĩnh viễn.
Mặc dù vậy, nồng độ carbon dioxide trong khí quyển là cao nhất từng được ghi nhận trong lịch sử loài người vào tháng 5 năm 2020. Chuyên gia năng lượng và khí hậu Constantine Samaras nói rằng "một đại dịch là cách tồi tệ nhất có thể để giảm phát thải" và "thay đổi về công nghệ, hành vi và cấu trúc" là cách tốt nhất và duy nhất để giảm khí thải". Zhu Liu của Đại học Tsinghua làm rõ rằng "chỉ khi chúng ta sẽ giảm lượng khí thải của chúng ta nhiều hơn thế này lâu hơn, chúng ta có thể thấy sự suy giảm nồng độ trong khí quyển". Nhu cầu nhiên liệu hóa thạch của thế giới đã giảm gần 10% trong bối cảnh các biện pháp chống Covid-19 và nhiều nhà kinh tế năng lượng tin rằng nó có thể không phục hồi sau khủng hoảng.

### Tác động đến khí hậu
Trong một nghiên cứu được công bố vào tháng 8 năm 2020, các nhà khoa học ước tính rằng lượng phát thải NOx toàn cầu giảm tới 30% trong tháng 4 nhưng được bù đắp bằng việc giảm ~ 20% lượng khí thải SO₂ toàn cầu làm suy yếu hiệu quả làm mát và kết luận rằng tác động trực tiếp của phản ứng đại dịch về sự nóng lên toàn cầu có thể sẽ không đáng kể, với ước tính hạ nhiệt khoảng 0,01 ± 0,005 °C vào năm 2030 so với kịch bản cơ sở, nhưng đó là tác động gián tiếp do phục hồi kinh tế được điều chỉnh theo hướng kích thích nền kinh tế xanh, chẳng hạn như bằng cách giảm lượng đầu tư nhiên liệu hóa thạch, có thể tránh được sự nóng lên 0,3 °C trong tương lai vào năm 2050. Nghiên cứu chỉ ra rằng sự thay đổi mang tính hệ thống về cách nhân loại cung cấp năng lượng và nguồn thức ăn cho chính nó là cần thiết để có tác động đáng kể đến sự ấm lên toàn cầu.
Vào tháng 10 năm 2020, dựa trên dữ liệu hoạt động gần thời gian thực, các nhà khoa học đã báo cáo mức phát thải CO₂ toàn cầu giảm 'chưa từng có' trong nửa đầu năm 2020 so với cùng kỳ năm 2019, lớn hơn so với thời kỳ suy thoái kinh tế trước đó và Thế giới Chiến tranh thứ hai. Các tác giả lưu ý rằng sự suy giảm các hoạt động của con người "không thể là câu trả lời" và cần có những thay đổi về cấu trúc và chuyển đổi trong hệ thống hành vi và quản lý kinh tế của con người.
Vào tháng 1 năm 2021, các nhà khoa học báo cáo rằng lượng không khí giảm do phong tỏa vì COVID-19 trên toàn thế giới vào năm 2020 lớn hơn so với ước tính trước đây. Họ kết luận rằng, do đó, tác động của đại dịch COVID-19 đối với khí hậu trong năm đó là sự ấm lên nhẹ của Trái đất khí hậu trong năm, thay vì lạnh đi một chút. Họ sử dụng các mô hình khí hậu để xác định các tác động nhỏ không thể nhận biết được bằng các quan sát. Tác giả chính của nghiên cứu lưu ý rằng việc phát thải aerosol có những ảnh hưởng nghiêm trọng đến sức khỏe và chúng không thể là một phần của phương pháp khả thi để giảm thiểu sự ấm lên toàn cầu.

### Ngành công nghiệp nhiên liệu hóa thạch
Một báo cáo của tổ chức nghiên cứu Carbon Tracker có trụ sở tại London kết luận rằng đại dịch COVID-19 có thể đã đẩy ngành công nghiệp nhiên liệu hóa thạch vào "giai đoạn cuối" do nhu cầu về dầu và khí đốt giảm trong khi các chính phủ đặt mục tiêu đẩy nhanh quá trình chuyển đổi năng lượng sạch. Nó dự đoán rằng sự sụt giảm 2% hàng năm về nhu cầu đối với nhiên liệu hóa thạch có thể khiến lợi nhuận trong tương lai của các công ty dầu khí và than đá giảm từ mức ước tính 39 tỷ USD xuống còn 14 tỷ USD. Tuy nhiên, theo Bloomberg New Energy Finance, hơn nửa nghìn tỷ đô la trên toàn thế giới hiện đang được dự định đổ vào các ngành công nghiệp carbon cao. Tiết lộ sơ bộ từ Cơ sở tài trợ doanh nghiệp Covid của Ngân hàng Anh cho thấy rằng hàng tỷ bảng hỗ trợ người đóng thuế là nhằm chuyển cho các công ty nhiên liệu hóa thạch. Theo Reclaim Finance, Ngân hàng Trung ương Châu Âu dự định phân bổ tới 220 tỷ euro (193 tỷ bảng Anh) cho các ngành công nghiệp nhiên liệu hóa thạch. Một đánh giá của Ernst & Young cho thấy rằng một chương trình kích thích tập trung vào năng lượng tái tạo và các dự án thân thiện với khí hậu có thể tạo ra hơn 100.000 việc làm trực tiếp trên khắp nước Úc và ước tính rằng cứ 1 triệu USD chi cho năng lượng tái tạo và xuất khẩu sẽ tạo ra 4,8 việc làm toàn thời gian trong lĩnh vực tái tạo cơ sở hạ tầng trong khi 1 triệu đô la cho các dự án nhiên liệu hóa thạch sẽ chỉ tạo ra 1,7 việc làm toàn thời gian.
Bên cạnh đó, cũng do ảnh hưởng của COVID-19 đại dịch trên nhiên liệu hóa thạch và ngành công nghiệp hóa dầu, giá khí tự nhiên đã giảm quá thấp đến nỗi các nhà sản xuất khí đẫ đốt nó đi tại chỗ (đỡ phải chi phí để vận chuyển nó đến cơ sở cracking). Các lệnh cấm đối với nhựa tiêu dùng sử dụng một lần (ở Trung Quốc, Liên minh châu Âu, Canada và nhiều nước ở châu Phi), và lệnh cấm đối với túi nhựa (ở một số bang ở Hoa Kỳ) cũng đã làm giảm đáng kể nhu cầu đối với nhựa. Nhiều cơ sở cracking dầu mỏ ở Mỹ đã bị đình chỉ. Ngành công nghiệp hóa dầu đã và đang cố gắng tự cứu mình bằng cách cố gắng mở rộng nhanh chóng nhu cầu đối với các sản phẩm nhựa trên toàn thế giới (tức là thông qua các biện pháp ngăn chặn đối với các lệnh cấm nhựa và bằng cách tăng số lượng các sản phẩm được bọc bằng nhựa ở các quốc gia mà việc sử dụng nhựa chưa phổ biến (tức là các quốc gia đang phát triển)).

### Đạp xe đạp
Trong đại dịch, nhiều người đã bắt đầu đi xe đạp và doanh số bán xe đạp tăng vọt. Nhiều thành phố thiết lập " làn đường dành cho xe đạp bật lên" bán cố định để cung cấp cho những người chuyển từ phương tiện công cộng sang xe đạp có nhiều chỗ hơn. Ở Berlin có các đề xuất để vĩnh viễn thực hiện những thay đổi về vỉa hè cho người đi xe đạp vốn có thể đảo ngược lúc đầu tiên.

## Bán lẻ và sản xuất thực phẩm
Những người nông dân quy mô nhỏ đã và đang áp dụng công nghệ kỹ thuật số để bán trực tiếp sản phẩm, và nông nghiệp được cộng đồng hỗ trợ và hệ thống giao hàng bán trực tiếp đang gia tăng. Những phương pháp này đã mang lại lợi ích cho các cửa hàng tạp hóa trực tuyến nhỏ hơn chủ yếu bán thực phẩm hữu cơ và thực phẩm địa phương, và có thể có tác động tích cực đến môi trường do người tiêu dùng thích nhận hàng gửi đến hơn là trực tiếp đi mua tại cửa hàng. Việc mua sắm hàng tạp hóa qua mạng đã phát triển đáng kể trong thời kỳ đại dịch.
Trong khi lượng khí thải carbon giảm trong đại dịch, lượng khí thải mêtan do chăn nuôi vẫn tiếp tục tăng. Mêtan là một loại khí gây hiệu ứng nhà kính mạnh hơn cả carbon dioxide.

## Xả rác

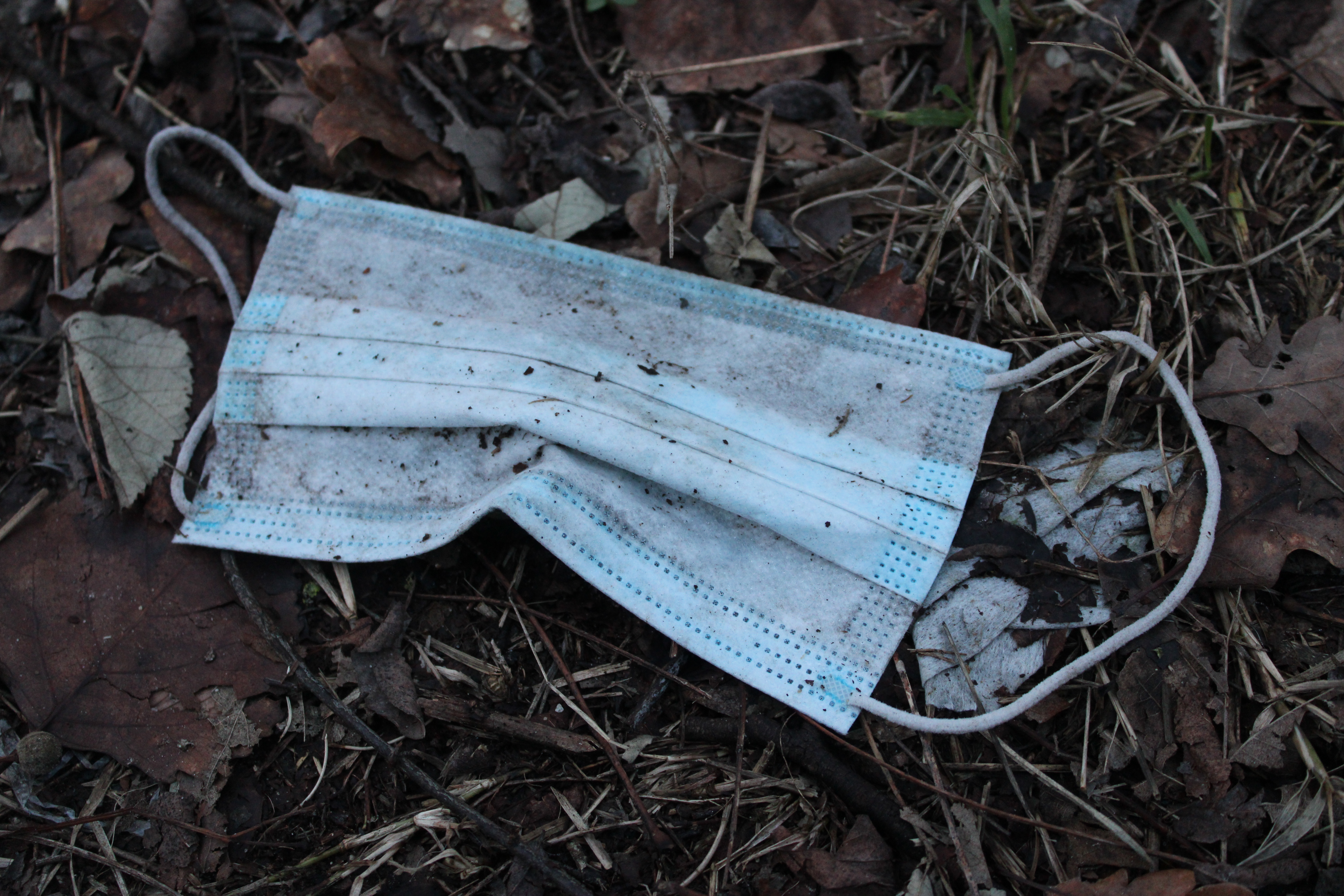
Khẩu trang phẫu thuật bị vứt bỏ ở bìa rừng Fontainebleau vào tháng 12 năm 2020

Do việc sử dụng khẩu trang dùng một lần cao chưa từng có, một số lượng đáng kể khẩu trang đã bị vứt bỏ vào môi trường tự nhiên, làm tăng thêm gánh nặng rác thải nhựa trên toàn thế giới. Trong đại dịch COVID-19, nhu cầu sử dụng nhựa trong y tế đã tăng lên đáng kể ở một số quốc gia. Bên cạnh thiết bị bảo vệ cá nhân (PPE) như khẩu trang và găng tay, việc sử dụng nhựa tăng lên đáng kể liên quan đến yêu cầu đóng gói và các mặt hàng sử dụng một lần. Nói chung, những thay đổi này trong bệnh viện và trong cuộc sống hàng ngày có thể làm trầm trọng thêm các vấn đề môi trường bắt nguồn từ chất dẻo, vốn đã tồn tại ngay cả trước khi đại dịch xảy ra.
Theo một nghiên cứu do MIT thực hiện, ảnh hưởng của đại dịch ước tính tạo ra tới 7.200 tấn rác thải y tế tại Mỹ mỗi ngày, trong đó phần lớn là khẩu trang dùng một lần. Dữ liệu được thu thập trong sáu tháng đầu tiên của đại dịch (cuối tháng 3 năm 2020 đến cuối tháng 9 năm 2020) ở Mỹ. Những con số này chỉ liên quan đến nhân viên y tế, không bao gồm việc sử dụng khẩu trang của người dân. Về mặt lý thuyết, nếu mỗi nhân viên y tế ở Mỹ đeo một chiếc mặt nạ N95 mới cho mỗi bệnh nhân mà họ gặp phải, thì tổng số mặt nạ cần thiết sẽ là khoảng 7,4 tỷ chiếc, với chi phí là 6,4 tỷ USD. Điều này sẽ dẫn đến 84 triệu kg chất thải. Tuy nhiên, nghiên cứu tương tự cũng cho thấy rằng việc khử độc khẩu trang N95 thông thường, do đó làm cho khẩu trang có thể tái sử dụng, giảm chất thải môi trường xuống 75% và khẩu trang silicone N95 có thể tái sử dụng hoàn toàn có thể giúp giảm lượng rác thải nhiều hơn.

## Đầu tư và các biện pháp kinh tế khác
Một số người lưu ý rằng gói kích cầu theo kế hoạch có thể được thiết kế để tăng tốc quá trình chuyển đổi năng lượng tái tạo và tăng cường khả năng phục hồi năng lượng. Các nhà nghiên cứu của Viện Tài nguyên Thế giới đã chỉ ra một số lý do cho việc đầu tư vào giao thông công cộng cũng như đi xe đạp và đi bộ trong và sau đại dịch. Việc sử dụng phương tiện giao thông công cộng ở các thành phố trên toàn thế giới đã giảm 50-90%, dẫn đến thiệt hại đáng kể về doanh thu cho các nhà khai thác các dịch vụ này. Các khoản đầu tư như nâng cao thực hành vệ sinh trên phương tiện giao thông công cộng và vào các biện pháp tạo khoảng cách xã hội thích hợp có thể giải quyết những lo ngại về sức khỏe cộng đồng về việc sử dụng phương tiện giao thông công cộng. Cơ quan Năng lượng Quốc tế tuyên bố rằng sự hỗ trợ từ các chính phủ do đại dịch có thể thúc đẩy sự phát triển nhanh chóng trong công nghệ pin và hydro, giảm sự phụ thuộc vào nhiên liệu hóa thạch và đã chứng minh tính dễ bị tổn thương của nhiên liệu hóa thạch đối với các vấn đề lưu trữ và phân phối.
Theo một nghiên cứu được công bố vào tháng 8 năm 2020, sự phục hồi kinh tế "nghiêng về kích thích xanh và giảm đầu tư vào nhiên liệu hóa thạch" có thể tránh được tình trạng ấm lên 0,3 °C trong tương lai vào năm 2050.
Tổng thư ký câu lạc bộ các nước giàu OECD José Ángel Gurría, kêu gọi các quốc gia "hãy nắm bắt cơ hội này [phục hồi COVID-19] để cải cách trợ cấp và sử dụng công quỹ theo cách có lợi nhất cho con người và cả hành tinh này".
Vào tháng 3 năm 2020, Ngân hàng Trung ương châu Âu (ECB) đã công bố Chương trình Mua hàng Khẩn cấp Đại dịch. Reclaim Finance nói rằng Hội đồng Thống đốc của Ngân hàng này đã không thể tích hợp môi trường vào chính sách tiền tệ "kinh doanh như bình thường" đồng thời với việc ứng phó với khủng hoảng. ECB cũng phớt lờ lời kêu gọi từ 45 tổ chức phi chính phủ yêu cầu Ngân hàng này thực hiện thay đổi mạnh mẽ về chính sách tích hợp với khí hậu tại cuộc họp ra quyết định này Vì ECB cũng tài trợ cho 38 công ty nhiên liệu hóa thạch, trong đó có 10 công ty hoạt động trong lĩnh vực than đá và 4 công ty sản xuất dầu đá phiến. và khí đốt. Greenpeace tuyên bố rằng (vào tháng 6 năm 2020) các giao dịch mua tài sản liên quan đến COVID-19 của ECB đã tài trợ cho lĩnh vực nhiên liệu hóa thạch lên tới 7,6 tỷ đô la.
Với sự bùng phát COVID-19 năm 2020 lan nhanh trong Liên minh Châu Âu, việc tập trung vào Thỏa thuận Xanh Châu Âu đã giảm bớt. Một số quốc gia đã đề xuất tạm dừng vài năm hoặc thậm chí ngừng hoàn toàn thỏa thuận này. Nhiều người tin rằng trọng tâm chính hiện nay của quá trình hoạch định chính sách hiện tại của Liên minh châu Âu nên là cuộc khủng hoảng trước mắt, mang tính ngắn hạn, hơn là quan tâm đến biến đổi khí hậu. Vào tháng 5 năm 2020, gói khôi phục châu Âu trị giá 750 tỷ euro, được gọi là Next Generation EU, và ngân sách 1 nghìn tỷ euro đã được công bố. Thỏa thuận Xanh Châu Âu là một phần của nó. Một trong những nguyên tắc của gói là "Không gây hại". Số tiền sẽ chỉ được chi cho các dự án đáp ứng một số tiêu chí xanh. 25% tổng số tiền tài trợ sẽ dành cho việc giảm thiểu biến đổi khí hậu. Nhiên liệu hóa thạch và năng lượng hạt nhân bị loại trừ và không được tài trợ.
Năm 2021, Joe Biden công bố Luật Kế hoạch Cứu trợ Hoa Kỳ năm 2021 trị giá 1,9 nghìn tỷ đô la vào ngày 11 tháng 3 năm 2021. Biden cũng đã công bố Kế hoạch Xây dựng lại Tốt hơn. (Build Back Better Plan)
Một số nguồn thu cho các dự án môi trường - cộng đồng bản địa giám sát rừng nhiệt đới và các dự án bảo tồn - bị giảm sút do đại dịch.
Mặc dù lượng khí thải carbon toàn cầu tạm thời đã giảm, Cơ quan Năng lượng Quốc tế cảnh báo rằng tình trạng hỗn loạn kinh tế do đại dịch COVID-19 gây ra có thể ngăn cản hoặc trì hoãn các công ty và những thực thể khác đầu tư vào năng lượng xanh. Những tổ chức khác cảnh báo rằng các tập đoàn lớn và những người giàu có có thể khai thác cuộc khủng hoảng để đạt được lợi ích kinh tế theo Học thuyết sốc, như đã xảy ra sau các đại dịch trong quá khứ.